# Coupe Sinquefield

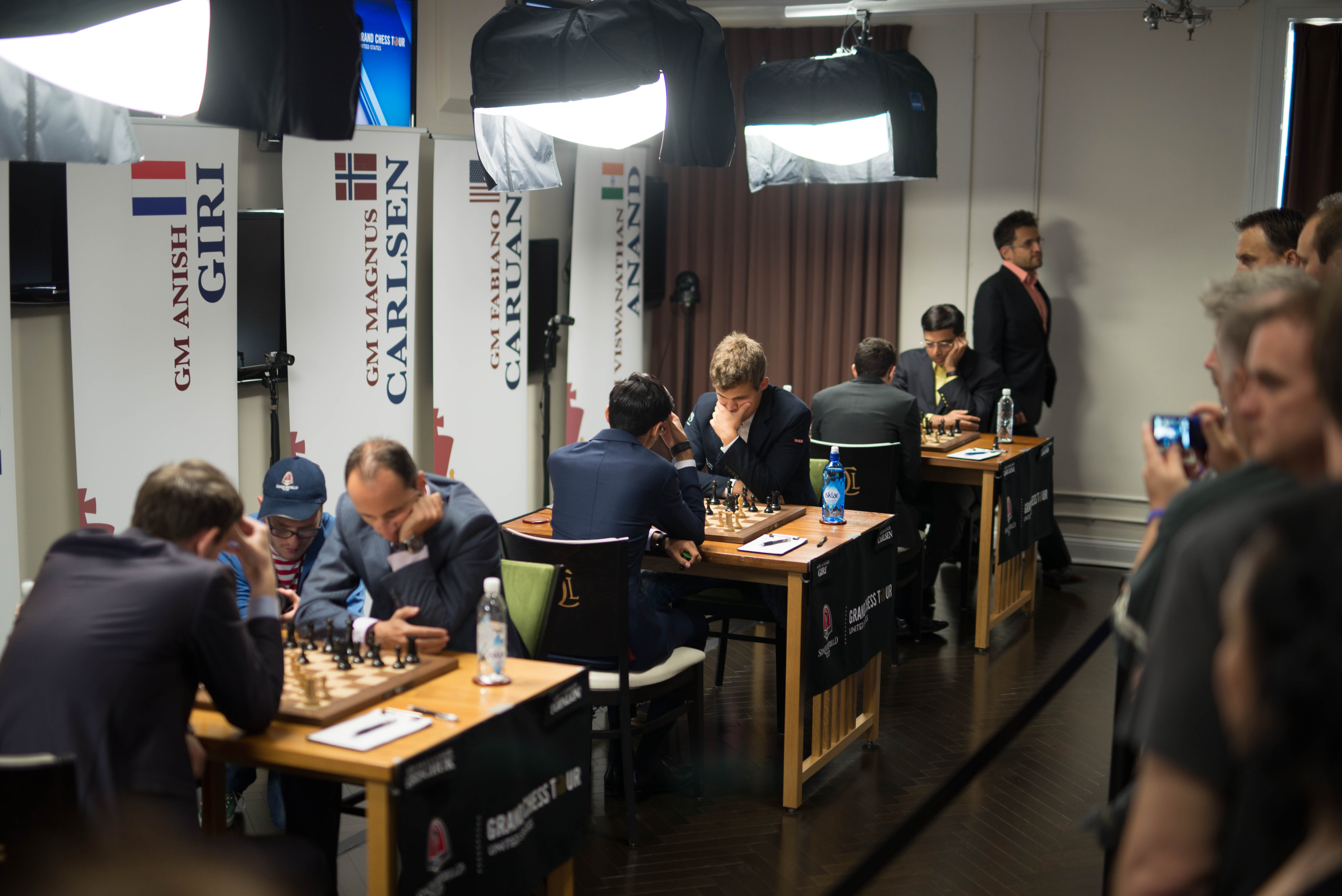
Coupe Sinquefield 2015.

La Coupe Sinquefield (Sinquefield Cup en anglais) est un tournoi d'échecs organisé chaque année en août ou septembre depuis 2013 à Saint-Louis dans le Missouri aux États-Unis, en hommage à Rex et Jeanne Sinquefield, les fondateurs du centre d'échecs, le Chess Club and Scholastic Center, de Saint-Louis. Le tournoi réunit les meilleurs joueurs du monde.
Les deux premières éditions étaient des tournois à deux tours avec quatre participants en 2013 (victoire de Magnus Carlsen) et six joueurs en 2014 (victoire de Fabiano Caruana). La troisième édition en 2015, incluse dans le Grand Chess Tour qui comprend également le tournoi Norway Chess et le tournoi Chess Classic de Londres, réunit dix joueurs dans un tournoi toutes rondes à un tour et est remportée par Levon Aronian.

## Multiples vainqueurs
3 victoires
- Fabiano Caruana (en 2014, 2018 (ex æquo) et 2023)

2 victoires
- Maxime Vachier-Lagrave (seul vainqueur en 2017 et 2021)
- Magnus Carlsen (en 2013 et ex æquo en 2018, deuxième après départage en 2019)
- Levon Aronian (en 2015 et ex æquo en 2018)
- Alireza Firouzja (en 2022 et 2024)

## Palmarès
| Édition Année | Édition Année | Dates                | Joueurs                          | Vainqueur(s)                                                | Deuxième(s)                                                           | Troisième                                          | Quatrième(s)                                            | Elo moyen |
| ------------- | ------------- | -------------------- | -------------------------------- | ----------------------------------------------------------- | --------------------------------------------------------------------- | -------------------------------------------------- | ------------------------------------------------------- | --------- |
| 1             | 2013          | 9-15 septembre       | 4 joueurs (tournoi à deux tours) | Magnus Carlsen (4,5/6, +5 =1)                               | Hikaru Nakamura (3,5/6)                                               | Levon Aronian (2,5/6)                              | Gata Kamsky (1,5/6)                                     | 2 797     |
| 2             | 2014          | 27 août- 7 septembre | 6 joueurs (tournoi à deux tours) | Fabiano Caruana (8,5/10, +7 =3)                             | Magnus Carlsen (5,5/10)                                               | Veselin Topalov (5/10)                             | Maxime Vachier-Lagrave (4e) Levon Aronian (5e) (4/10)   | 2 801,7   |
| 3             | 2015          | 22 août- 3 septembre | 10 joueurs                       | Levon Aronian (6/9, +3 =6)                                  | Magnus Carlsen (5/9)                                                  | Hikaru Nakamura (5/9)                              | Maxime Vachier-Lagrave Anish Giri (5e, 5/9)             | 2 795     |
| 4             | 2016          | 4-16 août            | 10 joueurs                       | Wesley So (5,5/9, +2 =7)                                    | Levon Aronian (5/9) Viswanathan Anand Fabiano Caruana Veselin Topalov | —                                                  | —                                                       | 2 779     |
| 5             | 2017          | 2-12 août            | 10 joueurs                       | Maxime Vachier-Lagrave (6/9, +3 =6)                         | Magnus Carlsen Viswanathan Anand (5,5/9)                              | —                                                  | Levon Aronian (5/9) Sergueï Kariakine                   | 2 788     |
| 6             | 2018          | 17-28 août           | 10 joueurs                       | Magnus Carlsen Fabiano Caruana Levon Aronian (5,5/9, +2 =7) | —                                                                     | —                                                  | Shakhriyar Mamedyarov (5/9)                             | 2 787     |
| 7             | 2019          | 17-28 août           | 12 joueurs                       | Ding Liren (6,5/11, +2 = 9) (après départage)               | Magnus Carlsen (6,5/11)                                               | Viswanathan Anand Sergueï Kariakine (6/11, +1 =10) | —                                                       | 2 782     |
| 8             | 2021          | 17-26 août           | 10 joueurs                       | Maxime Vachier-Lagrave (6/9, +4 −1 =4)                      | Wesley So (5,5/9) Fabiano Caruana Leinier Domínguez                   |                                                    |                                                         | 2 742     |
| 9             | 2022          | 2-12 septembre       | 9 joueurs                        | Alireza Firouzja (5/8, +2 =6) (après départage)             | Ian Nepomniachtchi (5/8)                                              | Wesley So Fabiano Caruana (4,5/8, +2 −1 =5)        |                                                         |           |
| 10            | 2023          | 21-30 novembre       | 9 joueurs                        | Fabiano Caruana (5,5/8, +3 =5)                              | Leinier Domínguez (5/8)                                               | Wesley So (4,5/8)                                  | Ian Nepomniachtchi Levon Aronian Maxime Vachier-Lagrave |           |
| 9             | 2024          | 19-29 août           | 10 joueurs                       | Alireza Firouzja (6/9, +3 =6)                               | Fabiano Caruana (5,5/9)                                               | Nodirbek Abdusattorov Maxime Vachier-Lagrave (5/9) |                                                         |           |

## Première édition (2013): Carlsen
La première coupe Sinquefield  était un tournoi à deux tours et le dernier tournoi disputé par le Norvégien Magnus Carlsen avant le championnat du monde d'échecs 2013 contre Viswanathan Anand. Le tournoi réunit les deux premiers joueurs mondiaux (Carlsen et Aronian) et les deux premiers Américains (Nakamura et Kamsky).
Carlsen (4,5 / 6) remporte trois parties : deux contre Kamsky (quatrième du tournoi) et une contre Aronian (troisième). Il annule ses deux parties contre Nakamura (deuxième du tournoi). Le vainqueur remporte 70 000 dollars américains.

## Deuxième édition (2014): Caruana
La deuxième coupe Sinquefield était un tournoi à deux tours avec six joueurs, dont les trois premiers mondiaux (Carlsen, Aronian et Caruana) ainsi que Nakamura (no 5 mondial), Topalov (no 8 mondial) et Maxime Vachier-Lagrave (no 9 mondial). Cette édition a une moyenne Elo de  2 802 points, atteignant la catégorie XXIII, la plus haute catégorie atteinte par un tournoi.
Caruana (8,5/10) commença par remporter ses sept premières parties avant d'annuler ses trois dernières parties. Il finit avec trois points d'avance sur le champion du monde Magnus Carlsen. Caruana réalise une performance supérieure à celle de Karpov lors du tournoi de Linares en 1994  qui avait marqué 11 points sur 13 (+9 =4, 84,6 %). Nakamura finit sixième et dernier du tournoi.

## Troisième édition (2015): Aronian
La troisième édition fait partie du Grand Chess Tour 2015. Elle réunit dix joueurs dont les sept meilleurs mondiaux.
Le tournoi comprend trois joueurs américains car en plus de Nakamura, jouent Wesley So (philippin) et Fabiano Caruana (anciennement affilié à la fédération italienne) qui ont changé de fédération pendant l'année 2014-2015. Les joueurs à égalité de points sont classés suivant un système de départage : nombre de victoires, puis rencontre directe, puis Sonneborn-Berger.
Aronian (6/9) remporte le tournoi avec un point d'avance sur quatre joueurs (Carlsen (2e), Nakamura (3e), Vachier-Lagrave (4e) et Giri (5e)) avec 5 points sur 9. Veselin Topalov (6e) et  Aleksandr Grichtchouk (6e) finissent avec 4,5 points sur 9. Caruana et  Anand (3,5/9) occupent respectivement les places huit et neuf. Wesley So (3/9) est dernier.

## Quatrième édition (2016): So
La quatrième édition est une étape du Grand Chess Tour 2016. Elle est avancée au début août 2016, à cause de l'olympiade de Bakou organisée du 1er au 14 septembre 2016. Les deux participants au championnat du monde d'échecs 2016, Carlsen et Kariakine, sont absents. Kramnik (numéro trois mondial) déclare forfait à cause de douleurs de dos ; il est remplacé par Svidler.
Les participants sont : Vachier-Lagrave (no 2 mondial) ; Caruana (no 4) ; Aronian (no 5) ; Nakamura (no 6) ; Wesley So (no 7) ; Anand (no 8) ; Giri (no 9) ; Topalov (no 12) ; Ding Liren (no 13) et Svidler (no 18).
- 1er : Wesley So (5,5 / 9, +2 =7)
- 2e-5e : 5 / 9
  - Levon Aronian (+2 −1 =6)
  - Viswanathan Anand (+1 =8)
  - Fabiano Caruana (+1 =8)
  - Veselin Topalov (+2 −1 =6)
- 6e-7e : 4,5 / 9
  - Hikaru Nakamura (+2 −2 =5)
  - Maxime Vachier-Lagrave (+1 −1 =7)
- 8e : Ding Liren (4 / 9)
- 9e : Peter Svidler (3,5 / 9)
- 10e : Anish Giri (3 / 9)

## Cinquième édition (2017): Vachier-Lagrave
La cinquième édition est une étape du Grand Chess Tour 2017. Elle a lieu du 1er au 12 août 2017.
Les participants sont Carlsen (champion du monde et n°1 mondial), So (n°2 mondial), Caruana (n°3 mondial), Aronian (n°5 mondial), Nakamura (n°7 mondial), Vachier-Lagrave (n°8 mondial), Anand (n°10 mondial), Kariakine (n°12 mondial), Nepomniachtchi (n°15 mondial) et Svidler (n°16 mondial).
L'événement est dominé par le Français Maxime Vachier-Lagrave qui s'impose, lors de la première ronde, contre le numéro deux mondial et précédent vainqueur, Wesley So, puis à la quatrième ronde contre le champion du monde Magnus Carlsen, ce qui lui permet d'être alors seul en tête. Rejoint par Viswanathan Anand et Levon Aronian à l'issue de la septième ronde, sa victoire contre Ian Nepomniachtchi lors de la dernière ronde lui permet de s'imposer seul en tête avec 6 points sur 9, devant Anand et Carlsen qui, grâce à sa victoire sur Aronian, revient également à 5,5 points sur 9.

## Sixième édition (2018): Aronian, Carlsen et Caruana
En 2018, trois joueurs se partagent la première place avec 5,5 points sur 9 : Magnus Carlen, Levon Aronian et Fabiano Caruana.

## Septième édition (2019): Ding Liren
En 2020, le tournoi accueille douze joueurs. Magnus Carlsen et Ding Liren terminent à égalité avec 6,5 points sur 11. Ding Liren remporte le match de départage.

## Huitième édition (2021): Maxime Vachier-Lagrave
La huitième édition a lieu du 16 août au 27 août 2021.
Les participants sont au nombre de dix : Caruana (2806 elo), Mamedyarov (2782 elo), So (2772 elo), Rapport (2763 elo), Dominguez Perez (2758 elo), Vachier-Lagrave (2751 elo), Svidler (2714 elo), Xiong (2710 elo), Shankland (2709 elo) et Swiercz (2655 elo).
Maxime Vachier-Lagrave remporte le tournoi avec 6 points sur 9, précédé de Caruana, Dominguez et So à 5,5 points.
Cette première place à la Sinquefield Cup offre à MVL la seconde place au classement général du Grand Chess Tour 2021 derrière Wesley So.

## Neuvième édition (2022): Alireza Firouzja
La Sinquefield Cup est remportée par le Français Alireza Firouzja en 2022, qui gagne par la même occasion l'édition 2022 du Grand Chess Tour. À l'issue des neuf rondes, il termine premier ex-æquo avec le Russe Ian Nepomniachtchi avec 5 points, puis gagne le match de départage entre eux en parties rapides. Les Américains Wesley So et Fabiano Caruana complètent le podium avec 4,5 points chacun. Quant au tenant du titre Maxime Vachier-Lagrave, il termine dernier du tournoi, mais in fine troisième du Grand Chess Tour 2022.
Le tournoi est particulièrement marqué par l'affaire Carlsen contre Niemann : le champion du monde d'échecs en titre Magnus Carlsen abandonne juste avant le début de la 4e ronde. Dans un message sibyllin sur Twitter, il sous-entend que son adversaire à la 3e ronde du tournoi, Hans Niemann, s'est rendu coupable de tricherie, sans apporter publiquement d'éléments concrets. L'organisation du tournoi réagit immédiatement en soumettant alors Hans Niemann à un scanner avant sa partie, et décale la retransmission en direct sur Internet des parties de 15 minutes.
Cette annonce de retrait du tournoi est rarissime. Des nombreuses réactions surviennent dans les jours qui suivent, soit en soutenant l'opinion de Magnus Carlsen, soit en montrant plus de prudence devant l'absence de preuves publiques. En particulier, l'Américain Hikaru Nakamura, sur son stream Twitch, accuse Hans Niemann d'avoir triché dans le passé sur le site Internet Chess.com, le candidat au championnat du monde d'échecs 2023 Ian Nepomniachtchi relève que la partie jouée entre Magnus Carlsen et Hans Niemann était « plus qu'impressionnante » de la part de ce dernier, Alexeï Shirov l'accuse d'avoir triché pour obtenir le titre de grand maître international et le site web Chess.com bloque son compte et le désinvite de son tournoi Global Chess Championship.
À l'inverse, le champion du monde d'échecs en blitz Maxime Vachier Lagrave déclare que « Hans [Niemann] n'aurait pas dû se retrouver dans cette situation. Il a été attaqué de toutes parts sur Internet. Il faudrait demander à Magnus, quand il sera prêt à en parler, car pour le moment ce qui me trouble le plus c'est son silence. ». Le grand maître russe Alexander Grischuk ajoute qu'il attend une déclaration de Magnus Carlsen : « il doit fournir au moins quelques éléments. Il n'y a rien de surnaturel dans le fait que Niemann, malgré les pièces noires, batte Carlsen. ».
Dans une longue interview au cours du tournoi, le jeune Hans Niemann admet avoir déjà triché à 12 ans et à 16 ans sur des parties blitz sur Internet, mais réfute toute tricherie lors des parties jouées sur échiquier,.